# Lohwiese
Lohwiese ist ein Gemeindeteil der Gemeinde Berg im Landkreis Hof (Oberfranken, Bayern).

## Geographie
Die Einöde Lohwiese befindet sich mitten in der kupierten landwirtschaftlich erschlossenen Feldmark um das Gehöft. Die Gemarkung liegt in der Nordabdachung des Frankenwaldes nordwestlich von Berg und südwestlich von Eisenbühl und ist über einen Wirtschaftsweg erreichbar. Holler befindet sich östlich gegenüber.